# 宽叶水柏枝
宽叶水柏枝（学名：Myricaria platyphylla）为柽柳科水柏枝属下的一个种。